# Brouwerij Nieuwhuys
Brouwerij Nieuwhuys is een Belgische huisbrouwerij te Hoegaarden in de provincie Vlaams-Brabant.

## Geschiedenis
Sinds 2001 baatten Jan Dewachter en Mieke De Backer “'t Nieuwhuys” uit te Hoegaarden. Op de benedenverdieping werd een brouwinstallatie geplaatst met een brouwketel van 300 liter en 5 gistings- en lagertanks. Vanaf 2002 werd hun eerste bier Alpaïde hier getapt. In september 2009 werd een nieuwe brouwinstallatie in dienst genomen met een capaciteit van 200 hl per jaar. Bij de officiële opening werd het witbier Huardis gelanceerd in aanwezigheid van Pierre Celis en Jean Blaute.

## Bieren
- Alpaïde, 10%
- Alpaïde Cuvée van de generaal, 8,5%
- Rosdel, 6%
- Huardis, witbier, 5,2%